# Charles Berglund
Charles Berglund (* 18. Januar 1965 in Stockholm) ist ein ehemaliger schwedischer Eishockeyspieler und jetziger -trainer, der in seiner aktiven Zeit von 1984 bis 2001 unter anderem für Djurgårdens IF in der Elitserien und die Kloten Flyers in der Nationalliga A gespielt hat. Zuletzt war er Cheftrainer von MODO Hockey aus der Elitserien.

## Karriere
Charles Berglund begann seine Karriere als Eishockeyspieler bei Huddinge IK, für dessen Profimannschaft er von 1984 bis 1986 in der zweitklassigen Division 1 aktiv war. Anschließend wechselte der Angreifer für ein Jahr zu deren Ligarivalen Nacka HK, ehe er vor der Saison 1987/88 einen Vertrag bei Djurgårdens IF aus der Elitserien erhielt. In den folgenden acht Jahren gewann der Linksschütze mit seiner Mannschaft zwei Mal den Europapokal (1990/91 und 1991/92), sowie drei Mal in Folge die Schwedische Meisterschaft (1989, 1990 und 1991). Zudem wurde er mit den Hauptstädtern in der Saison 1991/92 Vizemeister.
Im Sommer 1995 unterschrieb Berglund beim EHC Kloten aus der Schweizer Nationalliga A, mit denen er in der 1995/96 auf Anhieb die nationale Meisterschaft gewann. Nach einer weiteren Spielzeit bei den Eidgenossen kehrte der Center 1997 zu Djurgårdens IF zurück, mit dem er in der Saison 1997/98 erneut Vizemeister, sowie 2000 und 2001 jeweils Meister wurde. Nach dem Gewinn der Meisterschaft in der Saison 2000/01 beendete er seine aktive Karriere.
Im Anschluss an seine Laufbahn als Spieler übernahm Berglund für die Saison 2004/05 das Amt als Cheftrainer beim unterklassigen Verein Väsby IK Hockey, ehe er von 2005 bis 2007 als Assistenztrainer bei seinem Ex-Club Djurgårdens IF tätig war. Ab der Saison 2007/08 war der Olympiasieger von 1994 als Cheftrainer bei Timrå IK in der Elitserien angestellt. Während der Spielzeit 2010/11 stand er bei MODO Hockey an der Bande. Im April 2011 wurde er durch General Manager Markus Näslund entlassen, nachdem das angestrebte Saisonziel deutlich verfehlt und der Ligaerhalt erst in der Kvalserien erreicht wurde.
Zwischen 2012 und 2014 stand er wieder bei Djurgården unter Vertrag, dabei 2012 als Cheftrainer und von 2012 bis 2014 als General Manager. Anschließend war er bis 2022 nicht als Trainer tätig, ehe er Assistenztrainer bei HV71 wurde. Seit 2023 ist er Co-Trainer bei Leksands IF.

### International
Für Schweden nahm Berglund an den Weltmeisterschaften 1991, 1992, 1993, 1994 und 1995, sowie den Olympischen Winterspielen 1992 in Albertville und 1994 in Lillehammer teil.

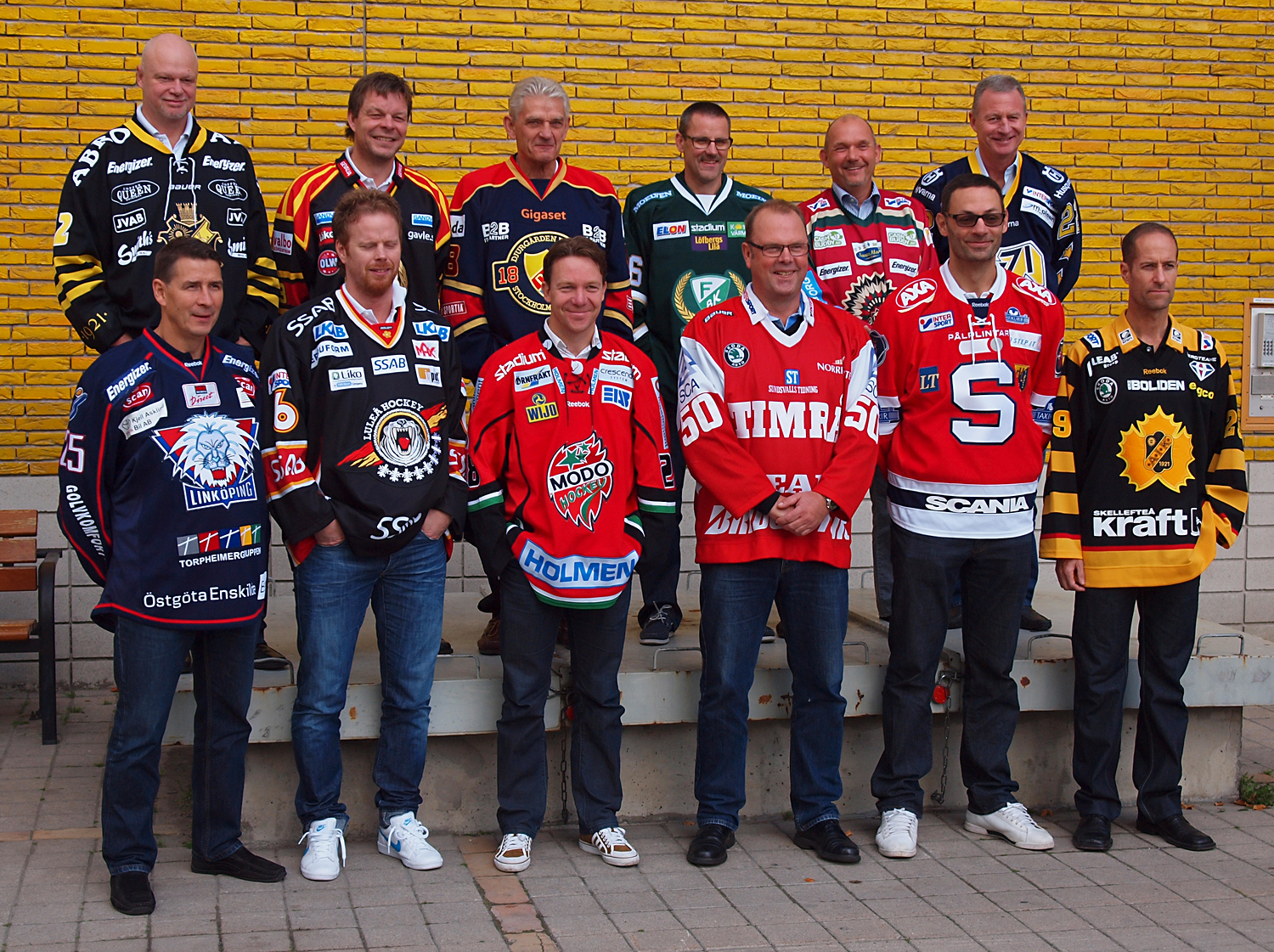
Charles Berglund im Kreis der Elitserien-Trainer (vorne, Mitte)

## Erfolge und Auszeichnungen
| - 1989 Schwedischer Meister mit Djurgårdens IF - 1990 Schwedischer Meister mit Djurgårdens IF - 1990 Europapokal-Gewinn mit Djurgårdens IF - 1991 Schwedischer Meister mit Djurgårdens IF - 1991 Europapokal-Gewinn mit Djurgårdens IF | - 1992 Schwedischer Vizemeister mit Djurgårdens IF - 1996 Schweizer Meister mit den Kloten Flyers - 1998 Schwedischer Vizemeister mit Djurgårdens IF - 2000 Schwedischer Meister mit Djurgårdens IF - 2001 Schwedischer Meister mit Djurgårdens IF |

### International
| - 1991 Goldmedaille bei der Weltmeisterschaft - 1992 Goldmedaille bei der Weltmeisterschaft - 1993 Silbermedaille bei der Weltmeisterschaft | - 1994 Goldmedaille bei den Olympischen Winterspielen - 1994 Bronzemedaille bei der Weltmeisterschaft - 1995 Silbermedaille bei der Weltmeisterschaft |